# Parlamentswahl in Katalonien 1999
- IC-V: 3
- ERC: 12
- PSC: 52
- CiU: 56
- PPC: 12

Die Parlamentswahl in Katalonien fand am 17. Oktober 1999 statt.

## Wahlergebnisse

### Insgesamt
|  | Partei | Parteilisten- Stimmen | Stimmen in % | Sitze |
|  | --- | --------------------- | ------------ | ----- |

Links: Sitzverteilung im katalanischen Parlament nach der Wahl 1999.
Rechts: Wahlergebnisse in den 4 Wahlkreisen.
Mitte: Mehrheiten nach Wahlbezirken (die Grenzen der einzelnen Comarcas sind ebenfalls eingezeichnet):

|  | (PSC-CPC) - Partit dels Socialistes de Catalunya (PSC-PSOE) - Ciutadans pel Canvi (CPC)                       | 1.183.299             | 37,85 %      | 52    |
|  | Convergència i Unió (CiU) - Convergència Democràtica de Catalunya (CDC) - Unió Democràtica de Catalunya (UDC) | 1.178.420             | 37,70 %      | 56    |
|  | Partit Popular (PPC)                                                                                          | 297.265               | 9,60 %       | 12    |
|  | Esquerra Republicana de Catalunya (ERC)                                                                       | 271.173               | 8,76 %       | 23    |
|  | Iniciativa per Catalunya Verds (ICV)                                                                          | 78.441                | 2,51 %       | 3     |
|  | Esquerra Unida i Alternativa (EUiA)                                                                           | 44.454                | 1,44 %       | 0     |
|  | Andere |                       |              |       |
|  | Insgesamt |                       | 100,0 %      | 135   |